# بوهنسدورف
بوهنسدورف (به آلمانی: Berlin-Bohnsdorf) یک منطقهٔ مسکونی در آلمان است که در Treptow-Köpenick واقع شده‌است. بوهنسدورف ۱۰٬۷۵۱ نفر جمعیت دارد.